# Jewgienij Płatow
Jewgienij Arkadjewicz Płatow, ros. Евгений Аркадьевич Платов (ur. 7 sierpnia 1967 w Odessie) – rosyjski łyżwiarz figurowy, startujący w parach tanecznych z Oksaną Griszczuk. Dwukrotny mistrz olimpijski z Lillehammer (1994) i z Nagano (1998), uczestnik igrzysk olimpijskich (1992), czterokrotny mistrz świata (1994–1997), trzykrotny mistrz Europy (1996–1998), trzykrotny mistrz świata juniorów (1984–1986), mistrz Związku Radzieckiego (1992) oraz dwukrotny mistrz Rosji (1993, 1996). 

## Osiągnięcia

### Z Oksaną Griszczuk
|                      | ZSRR  | ZSRR  | WNP · WNP | Rosja | Rosja | Rosja | Rosja | Rosja | Rosja |
| Zawody               | 89–90 | 90–91 | 91–92     | 92–93 | 93–94 | 94–95 | 95–96 | 96–97 | 97–98 |
| Międzynarodowe       |       |       |           |       |       |       |       |       |       |
| Igrzyska olimpijskie |       |       | 4         |       | 1     |       |       |       | 1     |
| Mistrzostwa świata   | 5     | 4     | 3         | 2     | 1     | 1     | 1     | 1     |       |
| Mistrzostwa Europy   | 5     | 5     | 3         | 2     | 2     |       | 1     | 1     | 1     |
| GP Finał Grand Prix  |       |       |           |       |       |       | 1     |       | 1     |
| GP NHK Trophy        | 2     |       | 2         |       | 1     |       |       |       | 1     |
| GP Skate America     |       |       |           |       |       |       | 1     |       |       |
| GP Trophée Lalique   |       |       |           |       |       |       | 1     |       | 1     |
| Centennial On Ice    |       |       |           |       |       |       | 1     |       |       |
| Krajowe              |       |       |           |       |       |       |       |       |       |
| Mistrzostwa Rosji    |       |       |           | 1     |       |       | 1     |       |       |
| Mistrzostwa ZSRR     | 3     | 2     | 1         |       |       |       |       |       |       |

### Z Łarisą Fiedorinową
| Zawody                            | 86–87          | 87–88          | 88–89          |                |                |                |                |                |                |                |                |                |                |                |                |                |                |
| Międzynarodowe                    | Międzynarodowe | Międzynarodowe | Międzynarodowe | Międzynarodowe | Międzynarodowe | Międzynarodowe | Międzynarodowe | Międzynarodowe | Międzynarodowe | Międzynarodowe | Międzynarodowe | Międzynarodowe | Międzynarodowe | Międzynarodowe | Międzynarodowe | Międzynarodowe | Międzynarodowe |
| --------------------------------- | -------------- | -------------- | -------------- | -------------- | -------------- | -------------- | -------------- | -------------- | -------------- | -------------- | -------------- | -------------- | -------------- | -------------- | -------------- | -------------- | -------------- |
| Mistrzostwa świata                |                |                | 6              |                |                |                |                |                |                |                |                |                |                |                |                |                |                |
| Grand Prix International de Paris |                | 4              |                |                |                |                |                |                |                |                |                |                |                |                |                |                |                |
| Memoriał Karla Schäfera           |                |                | 1              |                |                |                |                |                |                |                |                |                |                |                |                |                |                |
| Novarat Trophy                    | 3              |                |                |                |                |                |                |                |                |                |                |                |                |                |                |                |                |
| Prize of Moscow News              |                |                | 2              |                |                |                |                |                |                |                |                |                |                |                |                |                |                |
| Krajowe                           |                |                |                |                |                |                |                |                |                |                |                |                |                |                |                |                |                |
| Mistrzostwa ZSRR                  |                | 4              | 4              |                |                |                |                |                |                |                |                |                |                |                |                |                |                |

### Z Jeleną Krykanową
| Mistrzostwa świata juniorów | 1 | 1 | 1 |